# Łęgowo (Stare Kurowo)
Łęgowo [wɛnˈɡɔvɔ] (deutsch Vorbruch) ist ein Dorf in der Woiwodschaft Lebus im Westen Polens. Es liegt im Powiat Strzelecko-Drezdenecki (Kreis Friedeberg (Neumark)-Driesen) und gehört zur Landgemeinde Stare Kurowo.
Das Dorf liegt im Netzebruch in der Nähe der Netze und grenzt direkt an die Bahnstrecke zwischen Kostrzyn und Krzyż, der ehemaligen Preußischen Ostbahn. Im Ort gibt es eine Kirche und Schule.

## Geschichte
Nach dem Zweiten Weltkrieg wurde das Dorf Teil der Volksrepublik Polen, die Bevölkerung deutscher Herkunft wurde vertrieben.
Von 1975 bis 1998 war das Dorf administrativ Teil der ehemaligen Woiwodschaft Gorzów.